# Drapetes howdeni
Drapetes howdeni là một loài bọ cánh cứng trong họ Elateridae. Loài này được Cobos miêu tả khoa học năm 1975.